# Hoghilag
Hoghilag is een Roemeense gemeente in het district Sibiu.

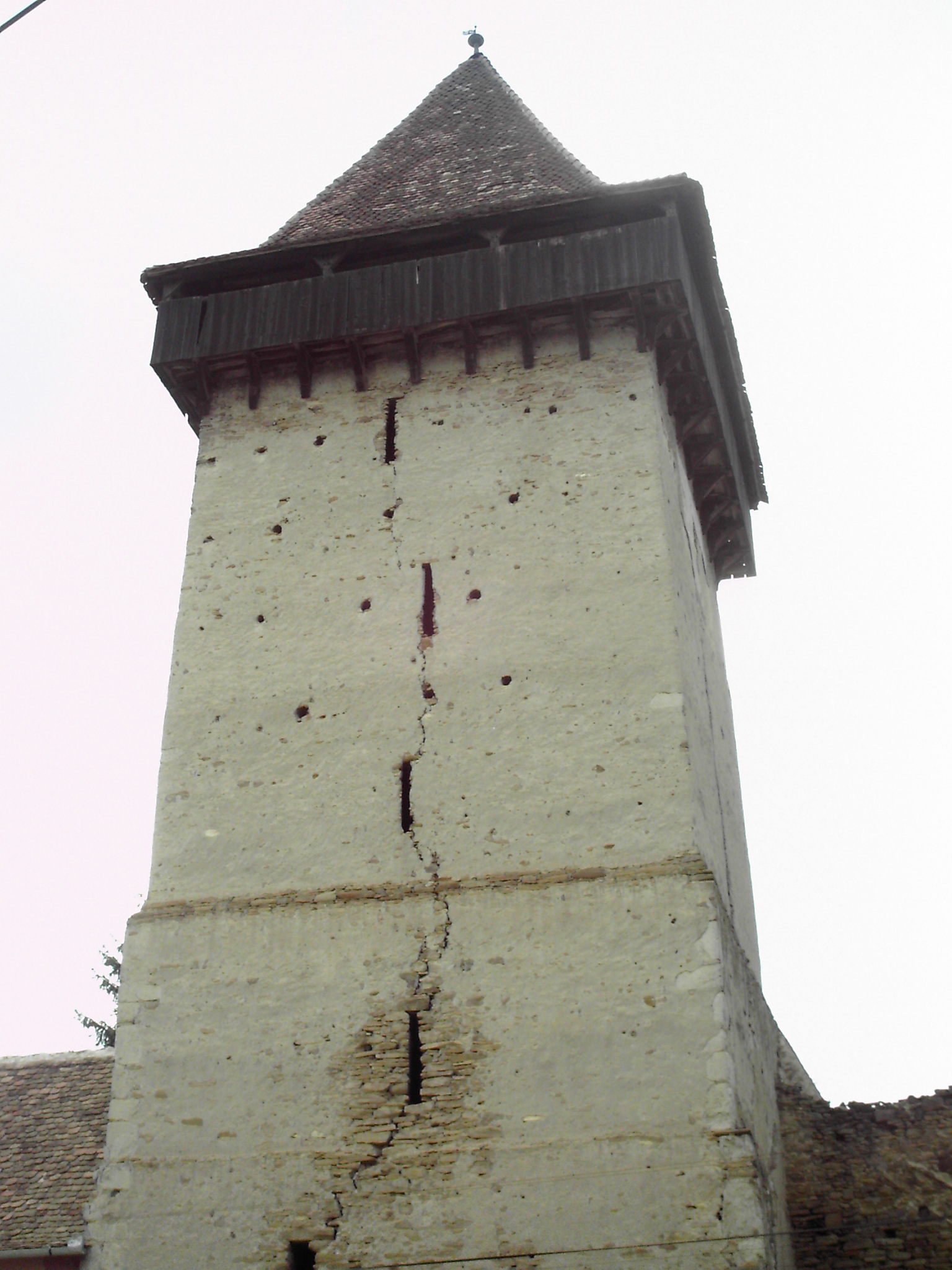
Kerktoren van Hoghilag

Hoghilag telt 2353 inwoners.